# Plagodis gadmensis
Plagodis gadmensis là một loài bướm đêm trong họ Geometridae.